# Hivzi Islami
Hivzi Islami (ur. w 1946 w Letovicy) – kosowski geograf, profesor Uniwersytetu w Prisztinie, przewodniczący Akademii Nauk i Sztuk Kosowa. działacz polityczny i społeczny. Jest autorem kilku książek naukowych oraz ponad 150 opracowań głównie z zakresu demografii, publikowanych w wielu czasopismach naukowych zarówno w Kosowie, jak i za granicą.

## Życiorys
Ukończył w 1965 roku edukację średnią w Preševie. Następnie studiował jednocześnie filozofię oraz geografię na Uniwersytecie w Prisztinie, które ukończył w 1970. Podczas studiów kierował czasopismem naukowym Dituria. Ukończył studia magisterskie na Wydziale Nauk Przyrodniczych Uniwersytetu w Zagrzebiu, gdzie uzyskał tytuł magistra demografii. Studia doktorskie ukończył w 1977 roku na Wydziale Filozoficznym Uniwersytetu Lublańskiego, również w tej samej dziedzinie. W roku szkolnym 1981/82 jako stypendysta rządu francuskiego przebywał na Uniwersytecie w Tuluzie dla doskonałości zawodowej i naukowej.
Od 1971 jest wykładowcą demografii na Uniwersytecie w Prisztinie. W 2000 roku został pełnoprawnym członkiem Akademii Nauk i Sztuk Kosowa, dwa lata później został wybrany na jej Sekretarza Generalnego. Funkcję tę pełnił do 2008 roku, gdy został jej wiceprezesem. W latach 2011–2017 pełnił funkcję prezesa Akademii Nauk i Sztuk Kosowa. W 2013 roku został wybrany na członka Europejskiej Akademii Nauk i Sztuk Pięknych.

## Działalność polityczna
W roku 1992 został wybrany na deputowanego do Zgromadzenia Kosowa. Był członkiem delegacji kosowskiej w wielu krajach w Europie, USA i w Kanadzie. Należał także do Ruchu Ludowego Kosowa.